# Luci d'Adrianòpolis
|  | Per a altres significats, vegeu «Luci». |

Luci d'Adrianòpolis (en llatí Lucius, en grec Λούκιος) va ser un bisbe d'Adrianòpolis del segle iv, probable successor d'Eutropi. És venerat com a sant per diverses confessions cristianes.

## Biografia
A la marxa d'Eutropi, exiliat a la Gàl·lia, va ser nomenat bisbe d'Adrianòpolis (Tràcia). També, però, va ser expulsat de la seu pels arrians, sota Constanci II, i va anar a Roma a postular la seva causa davant del papa Juli I, cap a l'any 340 o 341 en un moment en què altres bisbes també van anar a Roma, com Pau I de Constantinoble o Atanasi d'Alexandria a fer les mateixes reivindicacions.
El papa, després d'haver constatat la seva ortodòxia, li va donar una carta demanant que fos restablert en el càrrec i recriminant els seus perseguidors. Sembla que les autoritats eclesiàstiques d'Orient no van respectar l'autoritat papal i no en van fer cas. El mateix Constanci el va restaurar al seu lloc, després dels acords que va establir amb Constant, l'emperador d'Occident, probablement abans del concili de Sàrdica de l'any 347. A la mort de Constant el 350, la seva severitat va provocar que els arrians el tornessin a deposar, li van lligar el coll i les mans amb ferros i el van desterrar. Va morir a l'exili en data indeterminada. Va ser considerat màrtir i l'església romana el celebra l'11 de febrer.